# Град Добој
Град Добој је град у Републици Српској, БиХ. Сједиште града је градско насеље Добој. Бивша општина Добој добила је статус Града 18. јула 2012. одлуком Народне скупштине Републике Српске, када је усвојен „Закон о Граду Добој“, односно „Закон о локалној самоуправи Републике Српске“. Закон о граду Добој званично је ступио на снагу 26. јула 2012. године, када је објављен у Службеном гласнику Републике Српске (Службени гласник Републике Српске 70/2012). Према подацима Агенције за статистику Босне и Херцеговине на попису становништва 2013. године, у граду је пописано 68.514 лица.

## Насељена мјеста
Подручје града Добоја чине насељена мјеста:
Божинци Доњи, Бољанић, Брезици, Брусница, Буковац, Бушлетић, Велика Буковица (раније Буковица Велика), Врандук, Глоговица, Горња Зелиња (раније Зелиња Горња), Горња Пакленица, Грабовица, Грапска Горња, Грапска Доња, Добој, Доња Пакленица, Доњи Раковац, Зарјеча, Јабучић Поље, Јоховац, Кладари, Кожухе, Комарица, Конопљишта, Костајница, Которско, Липац, Љескове Воде, Мајевац, Макљеновац, Мала Буковица (раније Буковица Мала), Миљковац, Миљановци, Омањска, Опсине, Осјечани Горњи, Осјечани Доњи, Осојница, Палежница Горња, Палежница Доња, Плочник, Подновље, Поточани, Придјел Горњи, Придјел Доњи, Присаде, Прњавор Велики, Прњавор Мали, Рјечица Горња, Рјечица Доња, Ритешић, Свјетлича, Сјенина, Сјенина Ријека, Станови, Станић Ријека, Скиповац Горњи, Скиповац Доњи, Сухо Поље, Стријежевица, Текућица, Тисовац, Трбук, Трњани, Фоча, Чајре, Чивчије Буковичке, Чивчије Осјечанске и Шеварлије.

## Политичко уређење

### Градска администрација
Град Добој је територијална јединица локалне самоуправе, и правни је сљедбеник Општине Добој. Закон о Граду Добој донесен је на сједници Народне скупштине Републике Српске одржаној 26. јула 2012. године. Према Закону о локалној самоуправи Републике Српске Град Добој има надлежности општине и града утврђене Уставом Републике Српске и законом.
Према Статуту града Добој органи Града су Скупштина града и Градоначелник. Скупштина града Добој представља орган одлучивања и креирања политике Града. Скупштина града има предсједника, два потпредсједника и секретара, а према Закону о локалној самоуправи, броји 31 одборника. Расподјела мандата у градској скупштини према изборним резултатима из октобра 2016. године приказана је у табели.
Градоначелник представља и заступа Град Добој, те преко Градске управе врши извршну власт. Избор градоначелника се врши у складу са Изборним законом Републике Српске и Изборним законом Босне и Херцеговине. На приједлог градоначелника, Скупштина града бира, именује и разрјешава начелнике одјељења Градске управе Добој на вријеме трајања мандата Скупштине града, а у складу са законом.
Градоначелник Добоја је Борис Јеринић из Савеза независних социјалдемократа, који је на ту функцију ступио након локалних избора у Босни и Херцеговини 2024. године.

## Географија
Град Добој има изузетно повољан саобраћајно-географски положај. Урбани дио је смјештен у алувијалној равници на 146 м надморске висине, на лијевој обали ријеке Босне између ушћа ријека Усоре и Спрече у Босну. Сјеверни дио Града Добоја карактеришу брежуљкасти терени изграђени од кенозојских наслага, које се благо спуштају у равничарске просторе (ријечне долине) са алувијалним равнима, док ка југу ови брежуљкасти терени постају виши, ослањајући се на планинске масиве са југа.

## Локална јединица самоуправе
Прије распада Југославије бивша општина Добој обухватала је подручје од 691 km². Према подацима из 1991. године у општини је живјело 102.549 становника, од чега у самом граду 27.498 становника.
Општини Добој су 1991. године припадала насељена мјеста: Алибеговци, Божинци Доњи, Брестово, Бријесница Мала, Бријесница Велика, Буковац, Буковица Мала, Буковица Велика, Бушлетић, Церовица, Цвртковци, Чајре, Чивчије Буковичке, Чивчије Осјечанске, Добој, Драгаловци, Фоча, Глоговица, Грабовица, Грапска Доња, Грапска Горња, Јелањска, Јоховац, Кладари, Клокотница, Комарица, Костајница, Которско, Кожухе, Липац, Лукавица Ријека, Љеб, Љескове Воде, Мајевац, Макљеновац, Матузићи, Миљковац, Митровићи, Мравићи, Опсине, Осјечани Доњи, Осјечани Горњи, Осредак, Остружња Доња, Остружња Горња, Палежница Доња, Палежница Горња, Плочник, Подновље, Порјечје, Поточани, Придјел Доњи, Придјел Горњи, Присаде, Прњавор Мали, Прњавор Велики, Радња Доња, Рашковци, Ритешић, Сјенина, Сјенина Ријека, Станари, Станић Ријека, Станови, Сухо Поље, Свјетлича, Шеварлије, Текућица, Тисовац, Трњани, Уларице, Врандук и Зарјеча.
Највећи дио пријератне општине Добој са градским насељем Добојем остао је у саставу Републике Српске и данас припада Граду Добоју.
Остали дијелови пријератне општине Добој који се налазе у Федерацији БиХ данас припадају општинама Добој Исток, Добој Југ и Усора.
Општина Добој Исток формирана је од насељених мјеста Бријесница Мала, Бријесница Велика, Лукавица Ријека и Клокотница, те дио насељеног мјеста Станић Ријека. Од насељених мјеста Матузићи и Мравићи је формирана општина Добој Југ, а општини Усора припали су Алибеговци, Уларице и дио насељеног мјеста Макљеновац.
У састав града Добоја ушла су и нека насељена мјеста која су прије рата, односно за вријеме СФР Југославије припадала општинама Градачац (Зелиња Горња), Грачаница (Бољанић, те дијелови пријератних насељених мјеста Скиповац Горњи и Скиповац Доњи) и Маглај (Горња Пакленица, Доња Пакленица, Осојница, Рјечица Горња, Рјечица Доња, Стријежевица и Трбук, те дијелови пријератних насељених мјеста Брезици, Брусница и Доњи Раковац).
Године 2014. је од насељених мјеста Брестово, Драгаловци, Јелањска, Љеб, Митровићи, Осредак, Остружња Горња, Остружња Доња, Радња Доња, Рашковци, Станари, Цвртковци и Церовица формирана Општина Станари, која је одвојена од Града Добоја.

## Становништво
По последњем службеном попису становништва из 1991. године, бивша општина Добој имала је 102.549 становника, распоређених у 72 насељена мјеста, од чега у самом граду 27.498 становника.
|                      | 2013.           | 1991.            | 1981.            | 1971.            |
| Укупно               | 64 112 (100,0%) | 102 549 (100,0%) | 99 548 (100,0%)  | 88 985 (100,0%)  |
| Срби                 | 45 552 (71,05%) | 39 820 (38,83%)  | 39 224 (39,40%)  | 39 884 (44,82%)  |
| Бошњаци              | 15 318 (23,89%) | 41 164 (40,14%)1 | 35 742 (35,90%)1 | 32 418 (36,43%)1 |
| Хрвати               | 1 739 (2,712%)  | 13 264 (12,93%)  | 14 522 (14,59%)  | 14 754 (16,58%)  |
| Неизјашњени          | 466 (0,727%)    | –                | –                | –                |
| Остали               | 175 (0,273%)    | 2 536 (2,473%)   | 1 043 (1,048%)   | 453 (0,509%)     |
| Босанци              | 160 (0,250%)    | –                | –                | –                |
| Непознато            | 154 (0,240%)    | –                | –                | –                |
| Муслимани            | 150 (0,234%)    | –                | –                | –                |
| Роми                 | 149 (0,232%)    | –                | 76 (0,076%)      | 1 (0,001%)       |
| Југословени          | 72 (0,112%)     | 5 765 (5,622%)   | 8 549 (8,588%)   | 1 124 (1,263%)   |
| Црногорци            | 50 (0,078%)     | –                | 225 (0,226%)     | 214 (0,240%)     |
| Православци          | 48 (0,075%)     | –                | –                | –                |
| Босанци и Херцеговци | 43 (0,067%)     | –                | –                | –                |
| Македонци            | 13 (0,020%)     | –                | 32 (0,032%)      | 28 (0,031%)      |
| Албанци              | 9 (0,014%)      | –                | 95 (0,095%)      | 60 (0,067%)      |
| Украјинци            | 8 (0,012%)      | –                | –                | –                |
| Словенци             | 6 (0,009%)      | –                | 26 (0,026%)      | 30 (0,034%)      |
| Мађари               | –               | –                | 14 (0,014%)      | 19 (0,021%)      |

1. 1 На пописима од 1971. до 1991. Бошњаци су пописивани углавном као Муслимани.

## Познате личности
- Игор Вукојевић
- Данијел Шарић
- Огњен Кузмић
- Перо Букејловић
- Никола Калабић
- Борислав Паравац
- Александар Ђурић
- Доминик Радоњић
- Јовица Ђурђић
- Силвана Арменулић
- Саво Божић
- Иван Марковић Ирац
- Драго Хандановић
- Изет Сарајлић